# Geolycosa domifex
Geolycosa domifex là một loài nhện trong họ Lycosidae.
Loài này thuộc chi Geolycosa. Geolycosa domifex được Hancock miêu tả năm 1899.